# 프라이데이 (잡지)
프라이데이(일본어: フライデー 후라이데[*], 영어: FRIDAY)는 고단샤가 발행하는 사진 주간지이다. 1984년 11월 9일 창간되어 매주 금요일 발행된다. 잡지 이름은 원칙적 매주 금요일에 발행한다는 것에서 유래한다. 주간 금요일과는 전혀 관계가 없다.